# Raymond Poincaré
Raymond Poincaré (født 20. august 1860 i Bar-le-Duc, Meuse, død 15. oktober 1934) var en fransk konservativ politiker, som tjente som premierminister af Frankrig i fem separate perioder og som Frankrigs præsident fra 1913 til 1920.
Han var søn af Nicolas Antonin Hélène Poincaré, en anerkendt meteorolog. Han blev uddannet på Sorbonne og arbejdede efterfølgende som jura-redaktør for Voltaire.
Som advokat forsvarede han succesfuldt Jules Verne i en injuriesag mod den kendte forfatter anlagt af kemikeren Eugène Turpin, opfinder af det eksplosive pikrinsyre, som påstod, at den omtalte “gale videnskabsmand” i Vernes bog ‘’Face au drapeau’’ var baseret på ham selv.
Poincaré blev ansat ved landbrugsministeriet, og da han havde været der i et år, blev han valgt som parlamentsmedlem i Meuse i 1887. Der havde han et godt ry som økonom, og han sad i budgetkommissionen i 1890-1892. Han var uddannelses-, kunst- religionsminister i Charles Dupuys første regering (april-november 1893) og finansminister i hans anden og tredje regering (maj 1894 – januar 1895).
I Alexandre Ribots regering blev Poincaré minister for almen uddannelse. Selvom han ikke var minister i den efterfølgende radikale regering, var de nye regler om arveskat baseret på et forslag, han havde fremlagt året før. Han blev vicepræsident i kabinettet i efteråret 1895, og trods bitter modstand fra de radikale bevarede han sin position i 1896 og -97.
Sammen med de øvrige tilhængere af opportunisten Léon Gambetta grundlagde Poincaré den Demokratiske Republikanske Alliance (ARD) i 1902, som blev det vigtigste højrecentrale parti under den Tredje Republik. I 1906 vendte han tilbage til finansministeriet i en kortlivet Ferdinand Sarrien-regering. Poincaré havde bibeholdt sit advokatvirksomhed under sin politiske karriere og udgav i den forbindelse flere essay-bind om litterære og politiske emner.

## 1. verdenskrig
Poincaré blev fransk premierminister i januar 1912 og lagde fra starten op til en skarp anti-tysk politik med tætte forbindelser til Frankrigs russiske allierede. Han blev valgt til frankrigs præsident i 1913 som efterfølger for Armand Fallières og arbejdede for at gengive dette embede den stærke position, som den ikke havde haft siden MacMahons præsidentperiode i 1870'erne. Overordnet set lykkedes det ham at dominere især udenrigspolitikken, og hans anti-tyske indstilling mente nogle var årsagen til udbruddet af 1. verdenskrig. Han blev dog mere og mere kørt ud på et sidespor efter valget af Georges Clemenceau som premierminister i 1917.

## Efter krigen
I 1920 sluttede Poincarés præsidentembede, og to år senere vendte han tilbage til posten som premierminister. Igen var hans embedsperiode kendetegnet ved anti-tysk politik, og det var hans beslutning, at man skulle besætte Ruhrdistriktet fra 1923 til 1924 som følge af Wilhelm Cuno-regeringens manglende betalinger af krigsskadeerstatningerne. I det lange løb blev de stigende omkostninger til denne besættelse dog en belastning for Poincarés konservative koalition, og ved valget i 1924 faldt hans regering. En finansiel krise blev ironisk nok hans vej tilbage til magten endnu engang i 1926, og han blev igen premierminister og finansminister, indtil hans fratræden i 1929.